# Сара Лош
Сара Лош (1785 — 29 березня 1853) — англійська архітекторка і дизайнерка, власниця землі біля міста Рей у Камбрії. Головною її роботою є церква Святої Марії.

## Біографія
Папери Сари Лош були знищені, і жоден з її журналів чи малюнків не зберігся, але її життя було описане у книзі «Вартові Кемберленду», що була опублікована у 1867 році Генрі Лонсдейлом.
Сара Лош народився в Вудсайді в районі Рей, поблизу Карлайла і була охрещена 6 січня 1786 року. Вона була старшою з чотирьох дітей Джона Лоша (1756—1814) та Ізабелли (до шлюбу Боннер). Її батько володів землею в Вудсайді і був партнером на лужній фабриці в Уолкері на штаті Тайнсайд.
Із двох її братів один помер у молодому віці, а інший був емоційно нестабільний, тому Сара та її сестра Кетрін стали спільними спадкоємицями маєтку батька. 1835 році після смерті Кетрін, у якої не було сім'ї, Сара успадкувала її частку маєтку.
Її дядько Джеймс Лош був адвокатом у Ньюкаслі, впливовим членом Літературно-філософського товариства Ньюкасл-апон-Тайн та другом Вільяма Вордсворта, Семюела Тейлора Колріджа та Роберта Сауті.
Сара Лош померла в Вудсайді 29 березня 1853 року. Похована разом сестрою Кетрін на подвір'ї своєї церкви в Рей.

## Освіта
Лонсдейл стверджував, що Сара Лош багато читала і була добре освіченою. Вона відвідувала школи в Реї, Лондоні та Баті, а у період з 1814 по 1817 року подорожувала Францією, Італією та Німеччиною. Окрім того, вільно володіла французькою та італійською мовами і перекладала з латини. Лонсдейл порівнював її з Джорджем Еліотом. Хоча вона ніколи не була одружена, сучасники приписують їй романтичну прихильність до шкільного друга майора Тайна, який був убитий на перевалі Хейбер у 1842 році.

## Творчий доробок
З кінця 1820-х років Сара Лош спроєктувала і побудувала за власний кошт кілька архітектурних проєктів в районі Рею. Наприклад, вона побудувала:
- репліку хреста Бевкасла як згадку про батьків (1835);

- будинок вчителя школи на базі вілли в Помпеях;
- сільські школи.

До 1840 року стара каплиця в Реї майже не ремонтувалась, і Лош запропонувала пожертвувати землю та заплатити за ремонт, за умови, що їй нададуть свободу щодо реконструкції каплиці. Дозвіл був наданий у травні 1841 року.
Основою дизайну Сари Лош стала ранньохристиянська базиліка з прямокутним неф, що закінчується напівкруглою апсидою. Вона характеризувала цей стиль як «ранній саксонський або модифікований ломбард». В апсиді є колони, які утворюють простір для тринадцяти місць. Вівтар — це плита з італійського мармуру поставлена ніжки у формі на латунних орлів. Внутрішня та зовнішня частини церкви прикрашені натуралістичним різьбленням у виді рослин і тварин. Багато з них авторства Вільяма Гіндсона, сина місцевого будівельника. Певснер порівняв результати з кращими зразками декоративно-прикладного мистецтва зробленими десятиліттями пізніше.
Церква була добудована за 1200 фунтів стерлінгів і відкрилася в грудні 1842 року. У церковному подвір'ї знаходиться мавзолей, побудований 1850 року Сарою Лош у пам'ять про її сестру Кетрін.
Сара Лош також реставрувала церкву святого Іоанна Євангеліста.

## Галерея

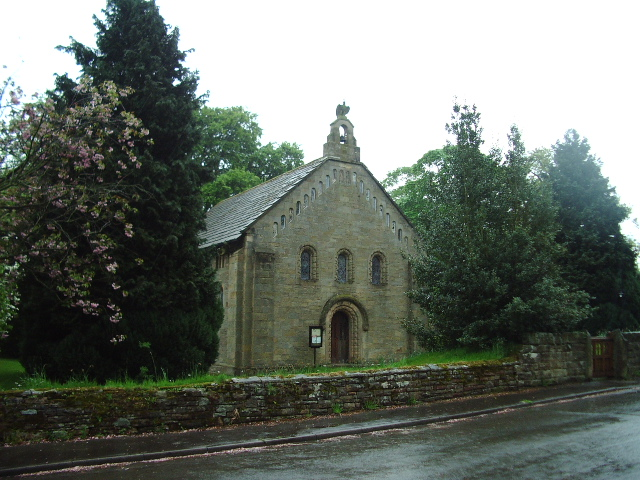
Церква Святої Марії
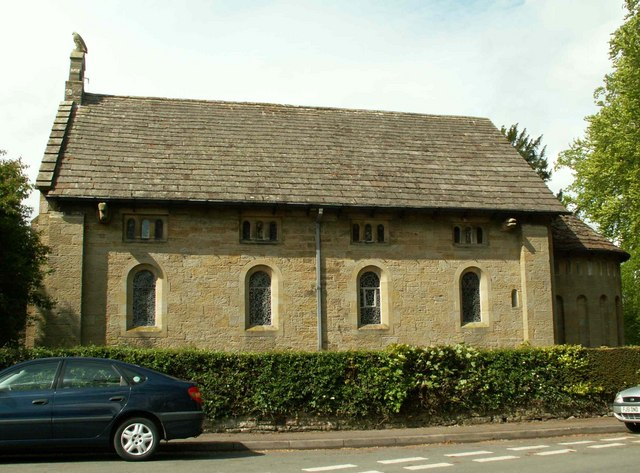
Церква Святої Марії
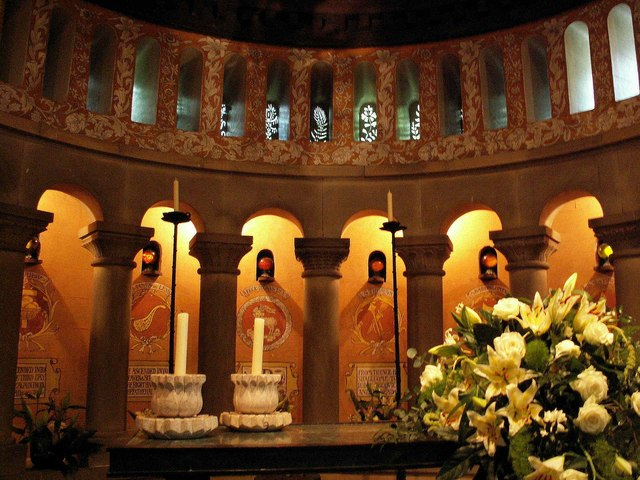
Вівтар та частина апсиди
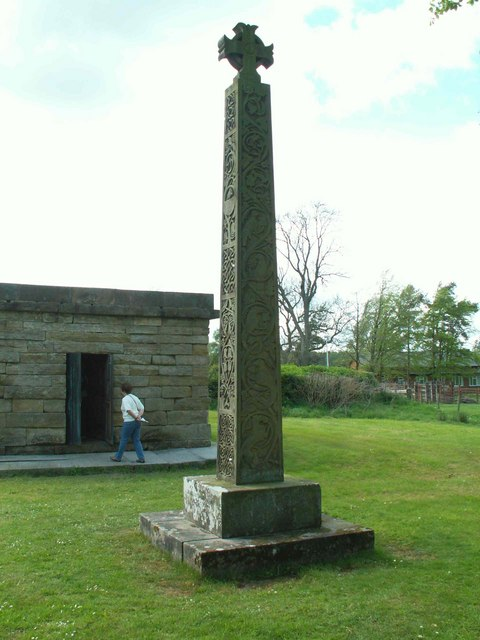
Репліка Хреста Бекасла на церковному подвір’ї церкви Святої Марії
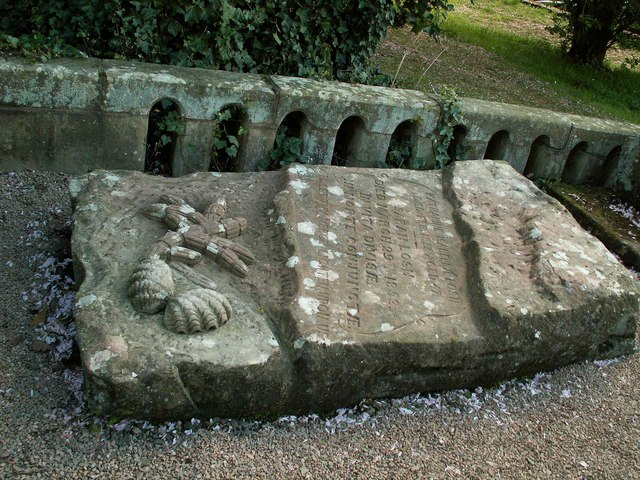
Надгробні камери Кетрін та Сари Лош у церкві Святої Марії
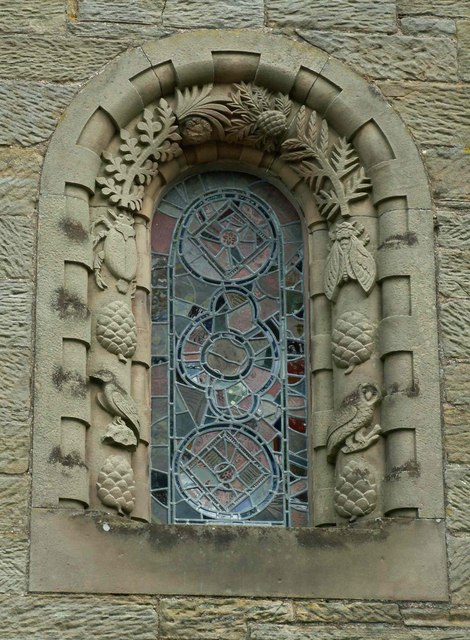
Оздоблення вікна з комахами, птахами та шишками.
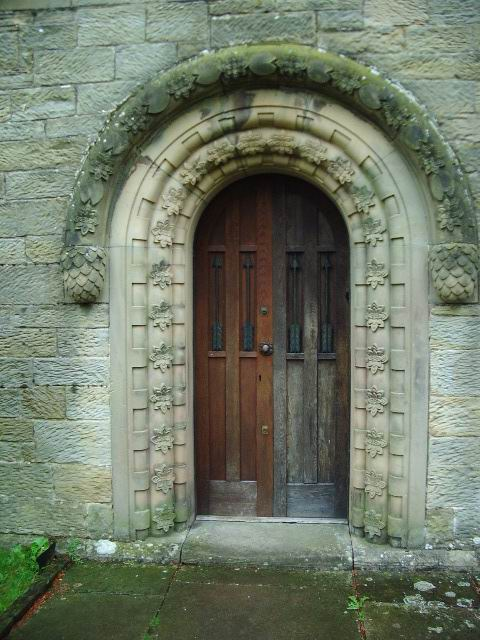
Головні двері церкви Святої Марії
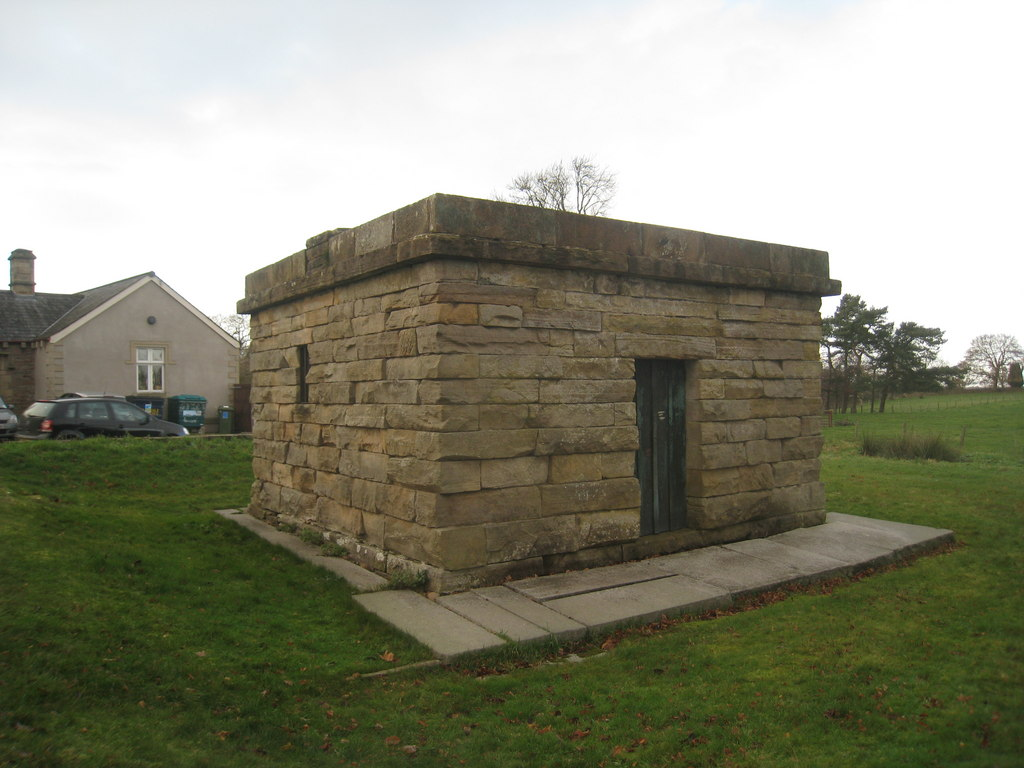
Мавзолей
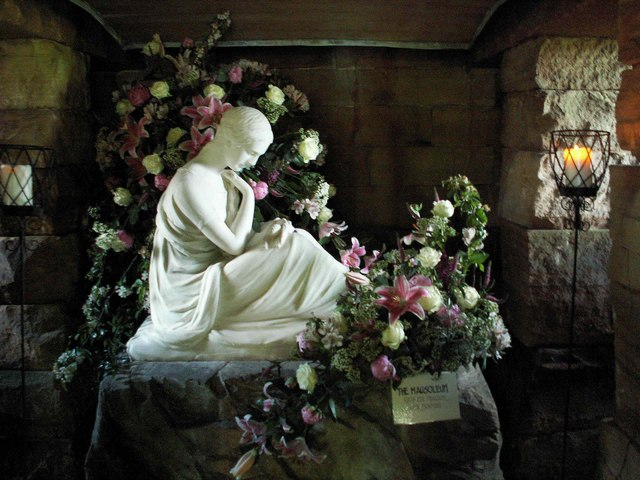
Мармурова статуя Кетрін Лош